# Veicolo commerciale
Un veicolo commerciale è un tipo di veicolo utilizzato a livello imprenditoriale per il trasporto di merci o passeggeri.
Esempi di veicoli commerciali comprendono:
- autobus di linea
- pullman
- autocarri
- furgoni
- taxi

| Controllo di autorità | LCCN (EN) sh85028964 · GND (DE) 4123857-6 · BNF (FR) cb119512209 (data) · J9U (EN, HE) 987007542993605171 |